# Adiós a las armas (película de 1957)
Adiós a las armas (A Farewell to Arms) es una película de 1957 dirigida por Charles Vidor. Fue la última película producida por David O. Selznick y la segunda adaptación de la novela semiautobiográfica de Ernest Hemingway.

## Argumento
Frederick Henry es un estadounidense que durante la Primera Guerra Mundial sirve como conductor de ambulancias para el ejército italiano. Mientras se recupera de una herida en el hospital de una base británica, conoce a Catherine Barkley, una enfermera de la Cruz Roja, y comienzan una relación. El médico y amigo de Frederick, convence al ejército de que su herida en la rodilla es más seria de lo que realmente es y así la pareja puede continuar su romance y poco después casarse.
Catherine descubre que está embarazada, pero después de llevar alcohol a Frederick, son descubiertos por la enfermera jefa y son separados. Informa a los superiores de Frederick de que está sano para volver al frente. Durante su separación, Catherine empieza a creer que Frederick le ha abandonado.
Durante la batalla de Caporetto, Frederick y su gran amigo Alessandro Rinaldi ayudan a los locales a huir de los ejércitos alemán y austriaco. Durante la marcha, varias personas mueren o son dejadas atrás debido al cansancio. Cuando los dos conductores de ambulancia son capaces finalmente de informar en una base del ejército, el comandante cree que son ambos desertores del frente. Rinaldi es ejecutado por el militar italiano. Enfurecido, Frederick consigue apagar las lámparas de queroseno y huye, saltando al río.
Buscado por el ejército italiano, Frederick evita ser capturado y consigue llegar hasta Suiza, donde se encuentra con Catherine. Son aceptados en la neutral Suiza como turistas que están evitando la guerra. El embarazo de Catherine avanza, pero debido a las condiciones que les rodean el embarazo empieza a complicarse y Catherine es ingresada en el hospital. El bebé nace muerto, y Catherine muere poco después. Frederick deja el hospital y vaga sin rumbo por las calles vacías.